# Sistema deductivo
Un sistema deductivo (también nombrado como aparato deductivo de un sistema formal) está constituido de axiomas y reglas de inferencia que pueden ser usados para derivar los teoremas del sistema.
Tal sistema deductivo tiene como propósito preservar ciertas cualidades deductivas en las fórmulas que son expresas en el sistema. Normalmente la calidad en la cual estamos preocupados es la verdad en oposición a la falsedad. No obstante, otras modalidades, tales como justificación o creencia, pueden ser preservadas alternativamente.
A fin de mantener su integridad deductiva, un aparato deductivo debe ser definido sin referencia a ninguna interpretación pretendida del lenguaje. El objetivo es garantizar que cada línea de un cálculo lógico es meramente una consecuencia lógica de las líneas que la preceden. No debería haber ningún elemento perteneciente a cualquier interpretación del lenguaje encubierto en la naturaleza deductiva del sistema.

## Deducción natural
La deducción natural es un sistema deductivo que sigue una vía formal y utiliza árboles de derivación. La deducción natural está formada de varias reglas formales que son utilizadas para construir un determinado árbol de derivación (este sistema deductivo también es conocido como sistema N{\displaystyle _{p}} en la lógica proposicional, y sistema N{\displaystyle _{c}} en la lógica de primer orden).